# Solidi sospesi totali
Il termine solidi sospesi totali indica un parametro usato nella gestione della qualità dell'acqua e nella depurazione. Indica la quantità di solidi (misurati solitamente in milligrammi/litro) presenti in sospensione e che possono essere separati tramite mezzi meccanici energici quali la filtrazione sotto vuoto o la centrifugazione di un campione di liquido. Talvolta è associato a misure di torbidità dell'acqua.

## La determinazione
Un volume noto di un campione di acqua viene posto a centrifugare a 3.000 giri/minuto in più provette diverse per un tempo di 10 minuti. Il liquido supernatante separatosi viene quindi sifonato, in sua vece si aggiunge acqua distillata e si procede a nuova centrifugazione e successiva sifonazione del liquido. Il quantitativo di solido ottenuto viene quindi raggruppato in una capsula tarata di platino o porcellana e posto a essiccare in stufa a 110 °C per 10 ore o con lampada a raggi infrarossi per 20 minuti. Dopo avere raffreddato in essiccatore e pesato è possibile risalire, dalla differenza di peso della capsula, alla quantità di solidi sospesi totali. Effettuando dopo l'essiccazione anche una calcinazione in muffola per 2 ore a 600 °C, è possibile ricavare le sostanze inorganiche sospese e per differenza anche le sostanze organiche sospese.